# Feryal Abdelaziz
Feryal Abdelaziz Ashraf (arabisch فريال عبد العزيز أشرف, DMG Firyāl ʿAbd al-ʿAzīz Ašraf; * 16. Februar 1999 in Kairo) ist eine ägyptische Kumite-Karateka. Bei den Olympischen Spielen 2020 in Tokio, wo Karate erstmals olympisch war, gewann sie in der Gewichtsklasse über 61 kg als erste Ägypterin eine Goldmedaille. Außerdem gewann sie 2018 einen Titel bei der Afrikameisterschaft.

## Biografie
Feryal Abdelaziz begann im Alter von sieben Jahren in Kairo mit dem Karate. Sie studiert Pharmazie an der British University in der ägyptischen Hauptstadt.
Einen ihrer ersten Erfolge konnte Abdelaziz 2017 bei der U21-Weltmeisterschaft auf Teneriffa feiern, als sie in der Gewichtsklasse bis 68 kg den dritten Platz belegte. 2018 gewann sie auch bei der Afrikameisterschaft die Bronzemedaille. Gegen Ende des Jahres holte sie mit dem ägyptischen Team im Rahmen der Weltmeisterschaft in Madrid erneut Bronze. Nach ihrem Sieg in der Premier League sicherte sie sich bei der Afrikameisterschaft 2019 in Gaborone eine weitere Bronzemedaille. Bei den Afrikaspielen in Rabat gewann sie erstmals in ihrer Karriere eine Silbermedaille. 2020 kürte sie sich in Tanger zur Afrikameisterin, mit dem Team holte sie Bronze.
Bei den COVID-19-bedingt um ein Jahr nach hinten verlegten Olympischen Spielen von Tokio erkämpfte Feryal Abdelaziz 2021 Gold in der olympischen Gewichtsklasse über 61 kg. Im Finalkampf im Nippon Budōkan setzte sie sich mit 2:0 gegen die Aserbaidschanerin Irina Zaretska durch. Damit holte sie als erste ägyptische Frau in der Geschichte der Olympischen Spiele eine Goldmedaille sowie den ersten Olympiasieg für ihr Heimatland seit 17 Jahren.

## Erfolge
Alle Wettkämpfe in der Gewichtsklasse bis 68 kg.
2021
- 1. Platz Olympische Sommerspiele 2020 in Tokio (über 61 kg)
- 2. Platz Karate1 Premier League in Istanbul
- 3. Platz Karate1 Premier League in Lissabon

2020
- 1. Platz Afrikameisterschaft in Tanger
- 2. Platz Karate1 Premier League in Dubai
- 2. Platz Karate1 Premier League in Paris
- 2. Platz Karate1 Premier League in Salzburg
- 3. Platz Afrikameisterschaft in Tanger im Team

2019
- 1. Platz Karate1 Premier League in Dubai
- 2. Platz Afrikaspiele in Rabat
- 3. Platz Afrikameisterschaft in Gaborone

2018
- 3. Platz Weltmeisterschaft in Madrid im Team
- 3. Platz Afrikameisterschaft in Kigali
- 3. Platz Karate1 Premier League in Istanbul

2017
- 3. Platz Karate1 Premier League in Rabat